# Agriphoneura fumipennis
Agriphoneura fumipennis är en tvåvingeart som beskrevs av Friedrich Georg Hendel 1926. Agriphoneura fumipennis ingår i släktet Agriphoneura och familjen lövflugor.
Artens utbredningsområde är Bolivia. Inga underarter finns listade i Catalogue of Life.